# 島ヶ原郵便局
島ヶ原郵便局（しまがはらゆうびんきょく）は、三重県伊賀市島ヶ原にある郵便局。民営化前の分類では集配特定郵便局であった（現在は集配機能を廃止）。

## 概要
住所：〒519-1711三重県伊賀市島ヶ原6039-1
かつては旧島ヶ原村唯一の集配郵便局であったが、民営化前の集配局再編の際に当局は配達センターとされたため、民営化後も郵便事業株式会社の支店は併設されず、集配センターが併設された。

## 沿革
- 2007年（平成19年）3月5日 - ゆうゆう窓口（郵便時間外窓口）を廃止し、配達センター局に移行。
- 2007年（平成19年）10月1日 - 民営化に伴い、併設された郵便事業伊賀上野支店島ヶ原集配センターに一部業務を移管。
- 2012年（平成24年）10月1日 - 日本郵便株式会社発足に伴い、郵便事業伊賀上野支店島ヶ原集配センターを島ヶ原郵便局に統合。
- 2015年（平成27年）2月2日 - 上野郵便局へ集配業務を移管。

## 取扱内容
- 郵便、印紙、ゆうパック、内容証明
- 貯金、為替、振替、振込、国債、国際送金
- 生命保険、バイク自賠責保険、がん保険
- ゆうちょ銀行ATM

## 風景印
- 図柄は伊賀ラインの平右衛門橋付近の風景、正月堂本堂。
- 使用開始日は1952年（昭和27年）2月25日。

## 周辺
- 島ヶ原駅
- 伊賀市役所島ヶ原支所
- JAいがほくぶ島ヶ原
- 大和街道
- 旧大和街道
- 木津川
- 町区公民館
- 島ヶ原バイパス
- 島ヶ原カントリークラブ

## アクセス
- JR関西本線 島ヶ原駅から徒歩約6分
- しまがはら行政サービス巡回車 郵便局前停留所下車すぐ
- 駐車場あり（2台）